# Cultura de Togo
La cultura de Togo refleja las influencias de sus 37 grupos tribales, étnicos, los más grandes y más influentes que son los Ewé, Mina y Kabre. El francés es la lengua oficial de Togo, pero muchas lenguas africanas se hablan allí también. A pesar de la influencia de la religión occidental, más de la mitad de la población de Togo siguen las prácticas y creencias animistas.
La estatua Ewe se caracteriza por su famosa estatuilla que ilustran la adoración de los gemelos, los ibéji. Las esculturas y trofeos de caza se utilizan en lugar de las máscaras africanas más ubicuas. Los talladores de madera de Kloto son famosos por sus "cadenas de matrimonio": dos personas están unidos por anillos procedentes de una sola pieza de madera.
La tela teñida batik del centro artesanal de Kloto representan escenas estilizadas y coloridas de la vida cotidiana antigua. Los tapabarros utilizados en las ceremonias de tisserands de Assahoun son famosos. Las obras del pintor Sokey Edorh están inspiradas por las inmensas extensiones áridas, barridas por el harmattan; y donde la laterita mantiene las huellas de los hombres y animales. El técnico de plásticos Paul Ahyi es internacionalmente conocido hoy en día. Él practica el "Zota".